# Breezy Johnson
Breanna Noble ("Breezy") Johnson (Jackson Hole, 19 januari 1996) is een Amerikaanse alpineskiester. Ze vertegenwoordigde haar vaderland op de Olympische Winterspelen 2018 in Pyeongchang.

## Carrière
Johnson maakte haar wereldbekerdebuut in december 2015 in Lake Louise. In februari 2016 scoorde de Amerikaanse in Garmisch-Partenkirchen haar eerste wereldbekerpunten. In januari 2017 behaalde ze in Cortina d'Ampezzo haar eerste toptienklassering in een wereldbekerwedstrijd. Op de wereldkampioenschappen alpineskiën 2017 in Sankt Moritz eindigde Johnson als vijftiende op de afdaling en als 28e op de Super G. Tijdens de Olympische Winterspelen van 2018 in Pyeongchang eindigde de Amerikaanse als zevende op de afdaling en als veertiende op de Super G.
In december 2020 stond ze in Val d'Isère voor de eerste maal in haar carrière op het podium van een wereldbekerwedstrijd.

## Resultaten

### Olympische Winterspelen
| Jaar | Plaats      | Resultaten              |
| ---- | ----------- | ----------------------- |
| 2018 | Pyeongchang | 7e Afdaling 14e Super G |

### Wereldkampioenschappen
| Jaar | Plaats             | Resultaten                               |
| ---- | ------------------ | ---------------------------------------- |
| 2017 | Sankt Moritz       | 15e Afdaling 28e Super G                 |
| 2021 | Cortina d'Ampezzo  | 9e Afdaling 15e Super G DNF1 Combinatie  |
| 2023 | Courchevel-Méribel | 24e Super G DNF Afdaling DNF1 Combinatie |
| 2025 | Saalbach           | Afdaling · Teamcombinatie · 19e Super G  |

### Wereldbeker
Eindklasseringen
| Seizoen   | Algm | AD  | SG  | SC  |
| --------- | ---- | --- | --- | --- |
| 2015/2016 | 125e | 50e | -   | -   |
| 2016/2017 | 53e  | 18e | 36e | -   |
| 2017/2018 | 39e  | 11e | 44e | -   |
|           |      |     |     |     |
| 2019/2020 | 38e  | 20e | 41e | 30e |
| 2020/2021 | 17e  | 4e  | 30e |     |
| 2021/2022 | 28e  | 9e  | 24e |     |
| 2022/2023 | 35e  | 11e | 38e |     |
|           |      |     |     |     |
| 2024/2025 | 39e  | 7e  | 33e |     |